# Investico
Platform Investico  is een Nederlands journalistenplatform voor onderzoeksjournalisten.
Investico stelt zich ten doel hoogwaardige nieuws- en onderzoeksverhalen te brengen om het publieke debat te voeden in het algemeen maatschappelijk belang. Het non-profitplatform doet naast onderzoeksprojecten voor de dagbladen De Groene Amsterdammer en Trouw ook onderzoeken voor het radioprogramma Argos en het televisieprogramma Nieuwsuur. In de vorm van dossiers wordt samengewerkt met mediapartners als het AD, regionale media, vakbladen of online partners zoals Follow the Money en Vers Beton. Internationaal wordt er samengewerkt met netwerken als het ICIJ, het GIJN en het OCCRP.
De onafhankelijke redactie van onderzoeksjournalisten werkt op projectbasis en wordt betaald door een onafhankelijke stichting. Naast overheidssteun wordt de Stichting Investico financieel ondersteund door donaties van particulieren en goededoelenfondsen. Regelmatig wordt projectsteun gegeven door journalistieke fondsen als Stichting Democratie en Media en het Fonds Bijzondere Journalistieke Projecten. Tot 2021 was Jeroen Trommelen de hoofdredacteur.

## Masterclass
In 2011 werd door De Groene Amsterdammer en onderzoeksjournalist Marcel Metze een masterclass onderzoeksjournalistiek opgezet. Hierbij werkt een groep onderzoeksjournalisten met verschillende achtergronden samen een half jaar lang aan een groot onderzoeksproject. Naast een literatuurprogramma en workshops van gastdocenten en ervaringsdeskundigen wordt aandacht geschonken aan interviewtechnieken en het online doorzoeken van openbare bronnen. Voor het samenwerkingsproject worden samenwerkingsverbanden gezocht met bijvoorbeeld vakbladen of Follow the Money.

## Erkenning
De Investicoreportage Politie manipuleert misdaadcijfers van Jolanda van de Beld, Aldert Bergstra, Eline Huisman en Anouk Kootstra, Linda van der Pol won in 2019 De Tegel in de categorie 'Pioniers'. In 2020 wonnen Adrián Estrada, Felix Voogt en Evert de Vos De Tegel voor In de stikstofcrisis is niet elk dier gelijk. De prijs werd verdiend in de categorie 'CBS Data'.

## Prijzen
- De Tegel (2020)
- De Tegel (2019)